# Zbigniew Rybczyński

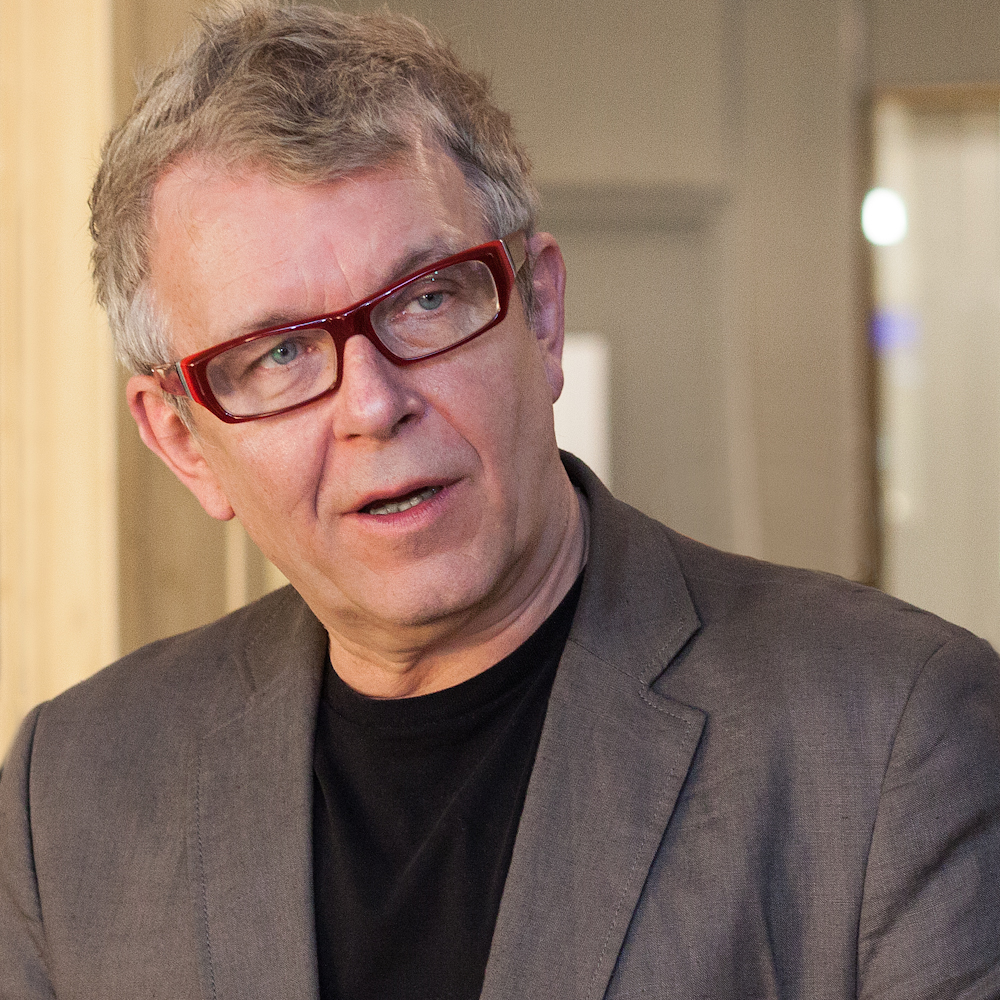
Zbigniew Rybczyński

Zbigniew Rybczyński (* 27. Januar 1949 in Łódź) ist ein polnischer Experimentalfilmer und Kameramann.

## Biografie
Rybczyński besuchte das Staatliche Gymnasium für Plastische Künste (Zespół Państwowych Szkół Plastycznych im. Wojciecha Gersona – ZPSP) in Warschau und studierte danach Kamera an der Staatlichen Hochschule für Film, Fernsehen und Theater Łódź (PWSFTviT). Während seines Studiums entstanden seine ersten beiden Kurzfilme, Kwadrat und Take Five (beide 1972). Nach seinem Abschluss arbeitete er am Łódźer Filmstudio Se-ma-for (Studio Małych Form Filmowych – SMFF) und drehte dort von 1973 bis 1981 den Großteil seiner experimentellen Animationsfilme. Sein Debütfilm bei Se-Ma-For, Plamuz (1973, mit dem Saxophonisten Zbigniew Namysłowski) gilt als eines der ersten polnischen Musikvideos.

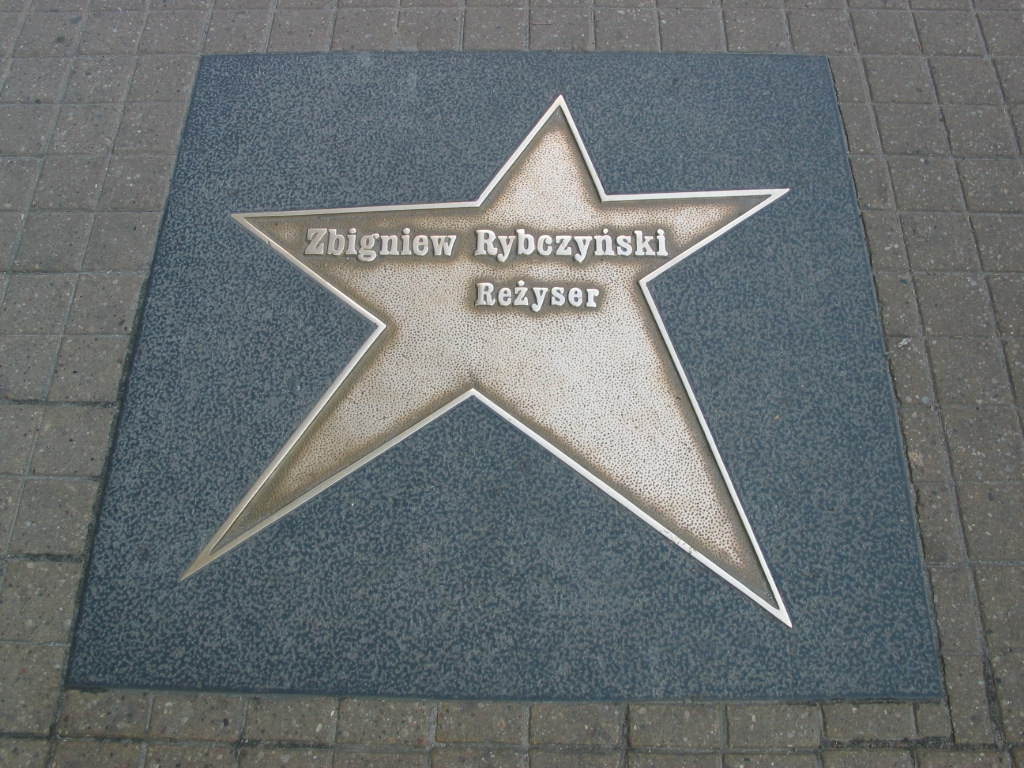
Rybczyńskis Stern auf dem Walk of Fame in Łódź

Seine in Łódź gedrehten innovativen Kurzfilme wie Zupa (1974), Nowa Książka, Lokomotywa und Święto (1975), Oj! Nie mogę się zatrzymać! (1975), Piątek–Sobota (1977), Media (1980) und Wdech–wydech (1981) wurden auch im Ausland auf Festivals aufgeführt und gefeiert, doch erst die achtminütige Collage Tango von 1980 brachte ihm den endgültigen Durchbruch. Tango gewann zahlreiche Preise auf internationalen Festivals, so 1981 den Cristal d’Annecy und Rybczyńskis (nach 1979) zweiten Hauptpreis auf den Internationalen Kurzfilmtagen Oberhausen, und schließlich 1983 den Oscar als bester animierter Kurzfilm.
Aufgrund des 1981 in Polen ausgerufenen Kriegsrechts verließ er seine Heimat und ging zunächst nach Österreich, wo er 1982 politisches Asyl erhielt. Hier drehte er gemeinsam mit dem Regisseur Gerald Kargl den Schocker-Spielfilm Angst (1983), bei dem er die Kamera führte und als Filmeditor wie auch als Co-Autor fungierte. 
Nach der Oscarverleihung 1983 übersiedelte er mit seiner Familie in die USA. In der folgenden Zeit drehte er über 30 Musikvideos für Künstler wie Grandmaster Flash (Sign of the Times, 1984), The Art of Noise (Close to the Edit, 1984, und Dragnet, 1987), die Simple Minds (Alive and Kicking, 1985, und All the Things She Said, 1986), Propaganda (P-Machinery, 1985), Lady Pank (Minus Zero, 1985), Lou Reed (The Original Wrapper, 1986), The Alan Parsons Project (Stereotomy, 1985) und die Pet Shop Boys (Opportunities, 1986). In diese Zeit fallen auch seine ersten HDTV-Experimente, die Musikvideos zu John Lennons Imagine und Cameos Candy (beide 1986) und Mick Jaggers Let's Work (1987). Für seine Musikvideos wurden ihm u. a. drei MTV Video Music Awards und 1986 der MTV Video Vanguard Award für seine Rolle als „Visionär auf dem Gebiet der Musikvideos“ verliehen.
Für seine bahnbrechende Arbeit im HDTV-Bereich erhielt er neben anderen Auszeichnungen 1990 einen Emmy (für das einstündige Klassikprogramm The Orchestra). Sein Film Kafka (1992) gewann 1993 den Spezialpreis der Jury auf dem San Francisco International Festival.
Von 1994 bis 1997 arbeitete Rybczyński in den CBF Studios in Berlin an der Entwicklung neuer Compositing- und Motion-Control-Technologien. Ab 1998 hatte er eine Professur für Experimentalfilm an der Kunsthochschule für Medien Köln. Seit 2001 lebt er wieder in den USA und arbeitet bei Ultimatte in Los Angeles.